# Bifurkacija
Bifurkacija (od latinske riječ bifurcus - razveden; račvanje) je pojava koja se u pravilu pojavljuje u nizinskim, močvarnim dijelovima riječnog toka. Rijeka se rascijepi u dva toka, koji se ne spajaju, već teku u različitim porječjima. Razvodnica se u takvom slučaju nalazi u nizini, umjesto, kao što je uobičajeno, na grebenim i uzvišenim dijelovima reljefa. To su osobitosti vodoravne bifurkacije, koja se razlikuje od okomite bifurkacije karakteristične za krški podzemni svijet.
Najpoznatiji primjer bifurkacije je u Južnoj Americi, u porječju Orinoca, gdje rijeka Casiquiare dijelom utječe u Orinoco pa preko nje u karipski bazen, a istovremeno i u Rio Negro, koji je lijevi pritok Amazone.
Poznati primjer rastoka nalazi u kosovskom mjestu Uroševcu, gdje rječica Nerodimka teče na sjever u rijeku Sazliju pa preko Sitnice u Ibar, koji je dio crnomorskog bazena. Na drugoj strani na jugu otječe u Lepenac, koji je lijeva pritoka Vardara pa preko njega pripada egejskom bazenu.